# エロティカ・セブン
「エロティカ・セブン EROTICA SEVEN」は、サザンオールスターズの楽曲。自身の32作目のシングルとして、タイシタレーベルから8cmCD・カセットテープで1993年7月21日に発売された。
1998年2月11日にも8cmCDとして、2005年6月25日には12cmCDで再発売されている。2014年12月17日からはダウンロード配信、2019年12月20日からはストリーミング配信が開始されている。

## 背景・リリース
前作「涙のキッス」、前々作「シュラバ★ラ★バンバ　SHULABA-LA-BAMBA」（同時発売）から約1年ぶりとなる作品。本作も「素敵なバーディー (NO NO BIRDY)」と同時発売である。

## 制作
本作も引き続きベースの関口和之が休養中のため、記名のみでレコーディングには不参加である。本作では2曲ともベースはキーボードやミュージックシーケンサーによる打ち込みで収録している。

## 批評
本作はファンや識者など一部の間では「シュラバ★ラ★バンバ」「マンピーのG★SPOT」と並ぶ『エロス3部作』と呼称される事もある。

## 受賞歴
| 年     | 音楽賞             | 結果                       | 出典  |
| ------ | ------------------ | -------------------------- | ----- |
| 1993年 | 第26回日本有線大賞 | 有線音楽優秀賞（ポップス） | [ 9 ] |

## チャート成績
本作はビクターエンタテインメントによる出荷枚数が累計188万枚を記録しており、オリコンによる売上枚数は累計174.3万枚を記録して、当時の自身最大ヒットシングルとなった。現在は2000年に発売された「TSUNAMI」に次ぐヒットとなっている。

## 収録曲
- 収録時間：8:11

1. エロティカ・セブン  EROTICA SEVEN (3:58)
（作詞・作曲：桑田佳祐 / 編曲：サザンオールスターズ / 編曲補：片山敦夫）
フジテレビ系水曜劇場『悪魔のKISS』主題歌。
歌詞はエロティックな内容になっており、サザン特有のラテンテイストを使用したサウンドに仕上がっている[1]。桑田は本楽曲のタイトルでもある“セブン”というフレーズについて作曲している際にすでに口をついて断片的に出てきていたとしており、“セブン”しか思いつかなかった旨を述べている[13]。また、シンガーソングライターのKANが自身のラジオ番組『KANのロックボンソワ』（STVラジオ）2018年6月2日放送分で本楽曲をかけた際にこのことを指摘しており[14]、これについても桑田は「KANちゃんその通り! さすがです」と『桑田佳祐のやさしい夜遊び』（TOKYO FM）同年6月23日放送分で発言した[13]。
島本理生は本楽曲の歌詞の表現に一瞬で魅了された旨を語っている[15]。
学生時代からサザン及び桑田ソロの楽曲を聴いていたというAIは、本楽曲を子供のころは普通にいい曲だと思って聴いていたが、大人になって聴いてみると「この曲やばいなって（笑）」と感じたことを明かしており、前述のチャート成績を記録したことに関しても「すごいとしか言いようがありません」と評した[16]。
日本のアダルトビデオ業界で使用されている媚薬「エロティカセブン」の名は、本楽曲に由来する[17]。
2. 9月の風 (4:12)
（作曲：大森隆志 / 編曲：サザンオールスターズ / 編曲補：片山敦夫）
ギターの大森が母を亡くした思いを曲にしたインストゥルメンタルである。

## 参加ミュージシャン
- 桑田佳祐:Vocal(#1)、Guitar(#1,2)
- 大森隆志:Guitar(#1,2)
- 原由子:Keyboards(#1,2)、Chorus(#1)
- 関口和之:Bass
- 松田弘:Drums(#1,2)、Chorus(#1)
- 野沢秀行:Percussion(#1,2)

## 収録アルバム
| 曲名                             | 作品名         | 備考                             |
| -------------------------------- | -------------- | -------------------------------- |
| エロティカ・セブン EROTICA SEVEN | HAPPY!         | 数量限定商品のため、現在は廃盤。 |
| エロティカ・セブン EROTICA SEVEN | 海のYeah!!     |                                  |
| 9月の風                          | アルバム未収録 |                                  |

## ミュージック・ビデオ収録作品
| 曲名                             | 作品名                                      | 備考                       |
| -------------------------------- | ------------------------------------------- | -------------------------- |
| エロティカ・セブン EROTICA SEVEN | SPACE MOSA 〜SPACE MUSEUM OF SOUTHERN ART〜 | 一部のみ収録。現在は廃盤。 |
| 9月の風                          | 未収録                                      |                            |

## ライブ映像作品
| 曲名                             | 作品名                                        |
| -------------------------------- | --------------------------------------------- |
| エロティカ・セブン EROTICA SEVEN | 真夏の大感謝祭 LIVE                           |
| エロティカ・セブン EROTICA SEVEN | おいしい葡萄の旅ライブ –at DOME & 日本武道館- |
| 9月の風                          | 未収録                                        |

## カバー
エロティカ・セブン  EROTICA SEVEN
- 1995年：レオン・ライ - アルバム『天地豪情』に広東語詞で「月亮下求你一吻」という曲名で収録
- 2014年：飛蘭 - アニメソングを中心としたアコースティック・カバーアルバム『FAYvorite』に収録
- 2025年：CiON -  ミニアルバム「しましょ」に収録